# Independence Bowl 2019
Match précédent Match suivant
L'Independence Bowl 2019 est un match de football américain de niveau universitaire joué après la saison régulière de 2019, le 24 décembre 2019 à l'Independence Stadium de Shreveport dans l'État de la Louisiane aux États-Unis.
Il s'agit de la 44e édition de l'Independence Bowl.
Le match met en présence l'équipe des Bulldogs de Louisiana Tech issue de la Conference USA et l'équipe des Hurricanes de Miami issue de la Atlantic Coast Conference.
Il débute à 15 heures locales et est retransmis à la télévision par ESPN.
Sponsorisé par la société Walk-On's Bistreaux & Bar, le match est officiellement dénommé le Walk-On's Independence Bowl 2019.
Louisiana Tech gagne le match sur le score de 14 à 0.

## Présentation du match
| Équipes                                                                                              | Conférences | Entraîneurs     | Stats. saison rég. | Classements avant le bowl | Classements avant le bowl | Classements avant le bowl |
| --- | ----------- | --------------- | ------------------ | ------------------------- | ------------------------- | ------------------------- |
| Équipes                                                                                              | Conférences | Entraîneurs     | Stats. saison rég. | CFP                       | AP                        | Coaches                   |
| Bulldogs de Louisiana Tech                                                                           | C-USA       | Skip Holtz (en) | 9 - 3              | NC                        | NC                        | NC                        |
| Hurricanes de Miami                                                                                  | ACC         | Manny Diaz (en) | 6 - 6              | NC                        | NC                        | NC                        |
| - Arbitre : Scott Campbell (Big 12) - Équipe donnée favorite par les bookmakers : Miami par 6 points |             |                 |                    |                           |                           |                           |

Il s'agit de la 5e première rencontre entre ces deux équipes, Miami ayant remporté les quatre premiers matchs :
| Saison | Date              | Vainqueur      | Score   | Perdant        | Compétition                          |
| ------ | ----------------- | -------------- | ------- | -------------- | ------------------------------------ |
| 2004   | 18 septembre 2004 | Louisiana Tech | 0 - 48  | Miami          | Saison régulière - Miami, Floride    |
| 2003   | 28 août 2003      | Miami          | 48 - 09 | Louisiana Tech | Saison régulière - Ruston, Louisiane |
| 2000   | 28 octobre 2000   | Louisiana Tech | 31 - 42 | Miami          | Saison régulière - Miami, Floride    |
| 1979   | 29 septembre 1979 | Louisiana Tech | 0 - 06  | Miami          | Saison régulière - Miami, Floride    |

### Bulldogs de Louisiana Tech
Avec un bilan global en saison régulière de 9 victoires et 3 défaites (6-2 en matchs de conférence), Louisiana Tech est éligible et accepte l'invitation pour participer à l'Independence Bowl de 2019.
Ils terminent 2e de la est Division de la Conference USA derrière les Blazers de l'UAB. À l'issue de la saison 2019, ils n'apparaissent pas dans les classements CFP, AP et Coaches.
C'est leur 5e participation à l'Independence Bowl.
| Dates            | Saisons | Vainqueurs                             | Scores | Finalistes                         | Bilans    |
| ---------------- | ------- | -------------------------------------- | ------ | ---------------------------------- | --------- |
| 28 décembre 2008 | 2008    | Buldogs de Louisiana Tech (8-5)        | 17-10  | Huskies de Northern Illinois (6-7) | V : 1 - 0 |
| 15 décembre 1990 | 1990    | #23 Buldogs de Louisiana Tech (8-4-1)  | 34-34  | Terrapins du Maryland (6-6-1)      | V : 2 - 0 |
| 16 décembre 1978 | 1978    | #15 Pirates d'East Carolina (10-3)     | 35-13  | Buldogs de Louisiana Tech (6-6)    | D : 2 - 1 |
| 17 décembre 1977 | 1977    | #14 Buldogs de Louisiana Tech (10-1-2) | 24-14  | Cardinals de Louisville (7-5-1)    | V : 3 - 1 |

| Postes      | Joueurs          | Statistiques                                                      |
| ----------- | ---------------- | ----------------------------------------------------------------- |
| Quarterback | J'Mar Smith      | 223/339 passes réussies pour 2 814 yards, 17 TDs, 4 interceptions |
| Coureur     | Justin Henderson | 166 courses pour 967 yards nets gagnés et 15 TDs                  |
| Receveur    | Malik Stanley    | 37 réceptions pour 574 yards et 3 TDs                             |

### Hurricanes de Miami
Avec un bilan global en saison régulière de 6 victoires et 6 défaites (4-4 en matchs de conférence), Miami est éligible et accepte l'invitation pour participer à l'Independence Bowl de 2019.
Ils terminent 3e de la Coastal Division de l'Atlantic Coast Conference derrière #24 Virginia et Virginia Tech. À l'issue de la saison 2019, ils n'apparaissent pas dans les classements CFP, AP et Coaches.
C'est leur 2e apparition à l'Independence Bowl.
| Date             | Saison | Vainqueur                             | Score | Finaliste                 | Bilan     |
| ---------------- | ------ | ------------------------------------- | ----- | ------------------------- | --------- |
| 27 décembre 2014 | 2014   | Gamecocks de la Caroline du Sud (7-6) | 24-21 | Hurricanes de Miami (6-7) | D : 0 - 1 |

| Postes      | Joueurs         | Statistiques                                                      |
| ----------- | --------------- | ----------------------------------------------------------------- |
| Quarterback | Jarren Williams | 160/256 passes réussies pour 2 093 yards, 19 TDs, 6 interceptions |
| Coureur     | DeeJay Dallas   | 115 courses pour 693 yards nets gagnés et 8 TDs                   |
| Receveur    | Brevin Jordan   | 35 réceptions pour 495 yards et 2 TDs                             |

## Résumé du match
Résumé, vidéo et photos sur la page du site francophone The Blue Pennant.
Début du match à  15 h 06, fin à  18 h 36 pour une durée totale de jeu de 03 h 30 min.
Températures de 22 °C, vent de SE de 3 km/h, ciel partiellement nuageux.
| QT            | Temps         | Drive         | Drive         | Drive         | Équipe        | Description de l'action | Score | Score |
| ------------- | ------------- | ------------- | ------------- | ------------- | ------------- | --- | ----- | ----- |
| QT            | Temps         | Jeux          | Yards         | TDP           | Équipe        | Description de l'action | LT    | MIA   |
| 2             | 09:34         | 13            | 91            | 05:18         | LT            | TD de 26 yards par RB Israel Tucker à la suite d'une réception d'une passe de QB J'Mar Smith + 1 point de conversion par K Bailey Hale | 7     | 0     |
| 4             | 01:15         | 5             | 56            | 02:07         | LT            | TD à la suite d'une course de 8 yards par QB J'Mar Smith + 1 point de conversion par K Bailey Hale                                     | 14    | 0     |
| Score final : | Score final : | Score final : | Score final : | Score final : | Score final : | Score final : | 14    | 0     |

## Statistiques
| Systèmes | Noms             | Postes | Équipe         |
| -------- | ---------------- | ------ | -------------- |
| Attaque  | Justin Henderson | RB     | Louisiana Tech |
| Défense  | Connor Taylor    | LB     | Louisiana Tech |

| Statistiques                           | Bulldogs de Louisiana Tech                              | Hurricanes de Miami                                    |
| -------------------------------------- | ------------------------------------------------------- | ------------------------------------------------------ |
| 1er down                               | 18                                                      | 15                                                     |
| 1er down à la course                   | 10                                                      | 4                                                      |
| 1er down à la passe                    | 7                                                       | 10                                                     |
| 1er down suite pénalité                | 1                                                       | 1                                                      |
| Conversion de 3e down                  | 6/16                                                    | 5/14                                                   |
| Conversion de 4e down                  | 2/2                                                     | 0/0                                                    |
| Jeux–yards                             | 68 jeux pour 337 yards                                  | 62 jeux pour 227 yards                                 |
| Yards à la course                      | 40 courses pour 174 yards (moyenne de 4,4 yards/course) | 28 courses pour 74 yards (moyenne de 2,6 yards/course) |
| Yards à la passe                       | 163                                                     | 153                                                    |
| Passes : Réussies-Tentées-Interceptées | 13/28 passes complétées, 1 interception                 | 15/34 passes complétées, 2 interceptions               |
| Réussite en zone rouge/chances         | 1/2                                                     | 0/0                                                    |
| TD                                     | 2                                                       | 0                                                      |
| Field Goals                            | 0/0                                                     | 0/0                                                    |
| Sacks (Nombre-Yards)                   | 4 pour 12 yards adverses perdus                         | 3 pour 19 yards adverses perdus                        |
| Fumbles (Nombre/Perdus)                | 2/0                                                     | 1/1                                                    |
| Pénalités (Nombre/Yards perdus)        | 5 pour 49 yards perdus                                  | 7 pour 65 yards perdus                                 |
| Temps de possession                    | 31:26                                                   | 28:34                                                  |

| Bulldogs de Louisiana Tech |                  |                                                                         |
| Quarterback                | Smith J'Mar      | 13/28 passes complétées, 163 yards, 1 interception,1 TD, 3 sacks subis  |
| Meilleur coureur           | Henderson Justin | 22 courses pour 95 yards nets gagnés, 0 TD, moyenne de 4:3 yards/course |
| Meilleur receveur          | Stanley Malik    | 3/5 réceptions pour 75 yards gagnés, 0 TD                               |
| Meilleur tackler           | Taylor Connor    | 9 tacles dont 6 en solo, 1½ TFL (3 yards), 1½ sack (3 yards)            |
| Hurricanes de Miami        |                  |                                                                         |
| Quarterback                | Williams Jarren  | 9/20 passes complétées, 94 yards, 1 interception, 0 TD, 2 sacks subis   |
| Meilleur coureur           | Harris Cam'Ron   | 12 courses pour 31 yards nets gagnés, 0 TD, moyenne de 2,6 yards/course |
| Meilleur receveur          | Osborn K.J.      | 5/8 réceptions pour 56 yards gagnés, 0 TD                               |
| Meilleur tackler           | Brooks Sam Jr.   | 12 tacles dont 6 en solo, ½ TFL (2 yards)                               |